# Mark My Professzor
A Mark My Professzor magyar nyelvű weboldal, ahol a felsőoktatásban tanuló hallgatók 5-ös skálán értékelhették oktatóikat, tanáraikat. A weboldalon a felsőoktatásban tanító tanárok, oktatók értékelése teljesen névtelen. A weboldal ötletgazdája Bonyhádi Gábor.
A weboldalra feltölthetőek voltak jegyzetek, tételek.

## Értékelés
A weboldal felhasználói 5 megadott szempont alapján értékelhetik a tanárokat és tantárgyukat: „Követelmények teljesíthetősége”, „Tárgy hasznossága”, „Segítőkészség”, „Felkészültség”, „Előadásmód”. Egytől ötig terjedő skálán lehet osztályozni; öt a legjobb, egy a legrosszabb érték. Megadható továbbá, hogy a tanár úgynevezett „szexi”-e.

## Kritikák
A felsőoktatásban tanító tanárok, oktatók közül azzal bírálták a Mark My Professzor weboldalt, hogy nem reprezentatívak a tanárok, oktatók értékelései. Kritika érte a weboldal értékelési rendszerét afelől, hogy olyanok is értékelhetnek tanárokat, oktatókat, akiknek nem lenne ehhez alapjuk, jogosultságuk.
Egy, a weboldal toplistájára felkerült tanár az alábbit mondta a Mark My Professzorról: „Ennek kapcsán felhívtam az üzemeltetők figyelmét, az EduID-szövetségbe belépve el tudnák érni, hogy egy adott tanárra csak a saját felsőoktatási intézményének diákjai szavazhatnának, méghozzá úgy, hogy a szavazó diákok anonimitása is megmaradna. Ezzel az újítással óriási mértékben nőne a felmérés hitelessége.”